# کلیسای جامع آل سینتس، کمدن تاون
کلیسای جامع آل سینتس، کمدن تاون (انگلیسی: All Saints, Camden Town) یک کلیسای ارتدوکس یونانی است. این کلیسا در بین سالهای ۱۸۲۲ و ۱۸۲۴ ساخته شده‌است. این کلیسا جز بنای فهرست‌شده محسوب می‌شود.